# گونتر پیریس
گونتر پیریس (انگلیسی: Gunther of Pairis; ۱ ژانویهٔ ۱۱۵۰ – ۱ ژانویهٔ ۱۲۲۰) راهب، شاعر، تاریخ‌نگار، پدیدآور، و نویسنده اهل آلمان بود که به زبان لاتین می‌نوشت. مشهورترین اثر او تاریخ قسطنطنیه دربارهٔ جنگ صلیبی چهارم است که ترکیبی از نثر و منظوم است. این بر اساس روایت مارتین پیریس، راهب ابی پائیریس و شامل محاصره و غارت قسطنطنیه است. این تنها روایت غربی است که صریحاً بیان می‌کند که صلیبی‌ها کلیساهای یونانی را غارت کرده‌اند، زیرا سایر گزارش‌ها توسط خود غارتگران نوشته شده‌است، مانند جفری ویلهاردوین که کتاب فتح قسطنطنیه را نوشت.

## مارتین پیریس
مارتین پیریس، راهب و اسقف فرانسوی کلیسای پیریس در آلزاس که در جنگ صلیبی چهارم شرکت کرد و قهرمان داستان تاریخ قسطنطنیه گونتر پیریس بود. اطلاعات زیادی از زندگی وی قبل از شرکت در جنگ صلیبی چهارم در اختیار نیست و تنها اطلاعات در مورد وی به کار گونتر بازمی‌گردد.